# アームストロング・シドレー

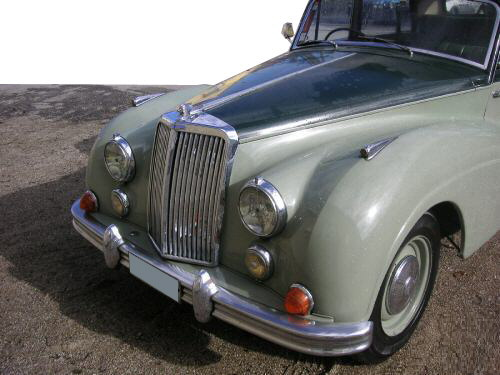
サファイア（1958年）

アームストロング・シドレー（Armstrong Siddeley）とは、20世紀前半に操業されていたイギリスの工業企業グループ。1919年に創業され、高級車と航空用エンジンの製造で名を馳せた。

## 歴史
アームストロング・シドレーの歴史は、1902年にJ・D・シドレー（John Davenport Siddeley 、1866-1953年）によって創業が始められたシドレー・オートカーズ（Siddeley Autocars ）までさかのぼる。第一次世界大戦ではトラック、指揮車や救急車を生産し、1915年に航空機とその航空エンジンの製造を同時に開始した。
1919年にアームストロング・ホイットワースに買収され、子会社化された。その時に社名はアームストロング・シドレー・モーターカーズに変更された。1927年には重工業事業をヴィッカースと合併させ、ヴィッカース・アームストロングが設立された。この時、J・D・シドレーはアームストロング・シドレーとアームストロング・ホイットワース・エアクラフトを手元に置き、アームストロング・シドレーは高級自動車と航空用エンジンの開発と生産を行った。
イギリス国内の航空関係メーカーの統合化の流れで、アームストロング・シドレーはブリストル・エアロ・エンジンズ (Bristol Aero Engines) と合併してブリストル・シドレーとなった。しかし1966年にはロールス・ロイス・ホールディングスに吸収され、アームストロング・シドレーの社名は消滅した。

## 製造品目

### 自動車

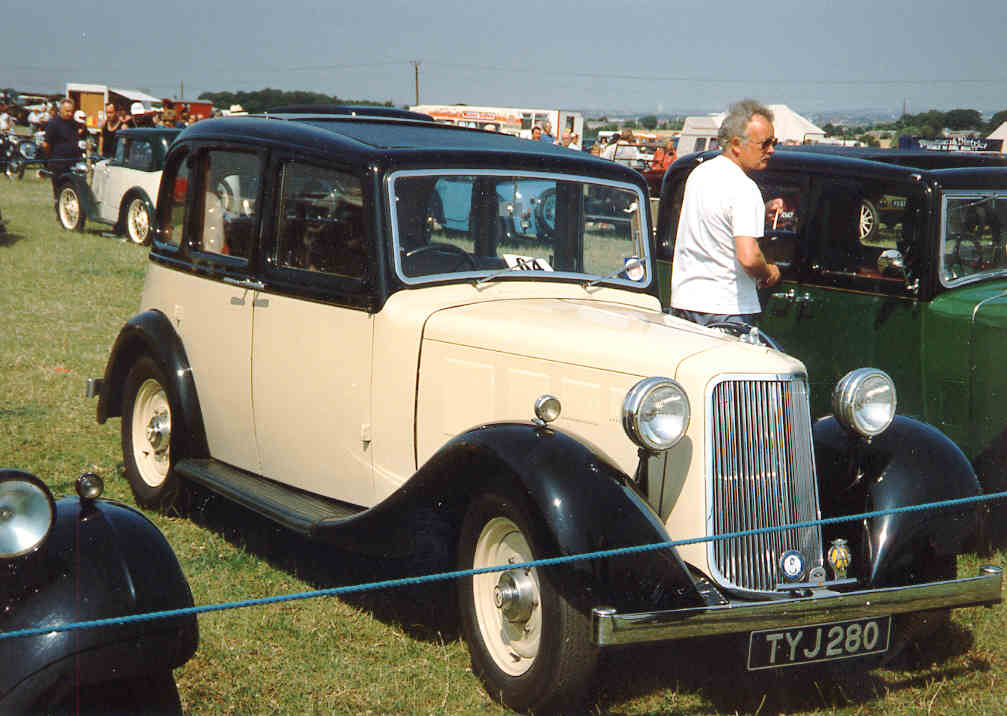
12HP（1936年）

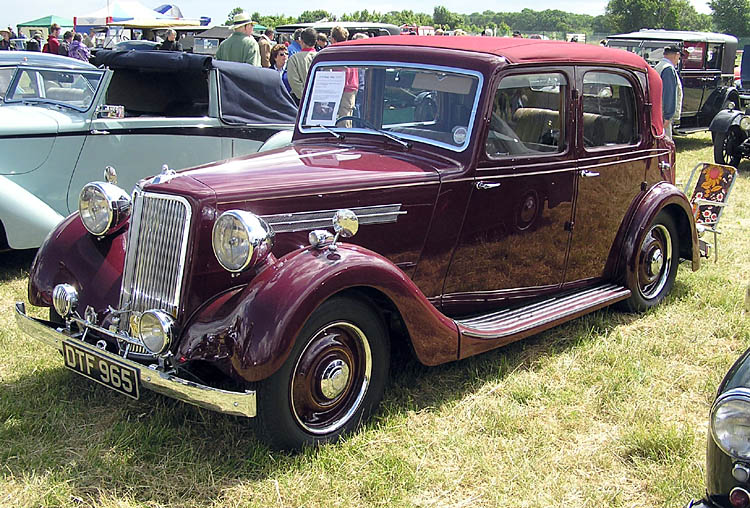
16HP（1939年）

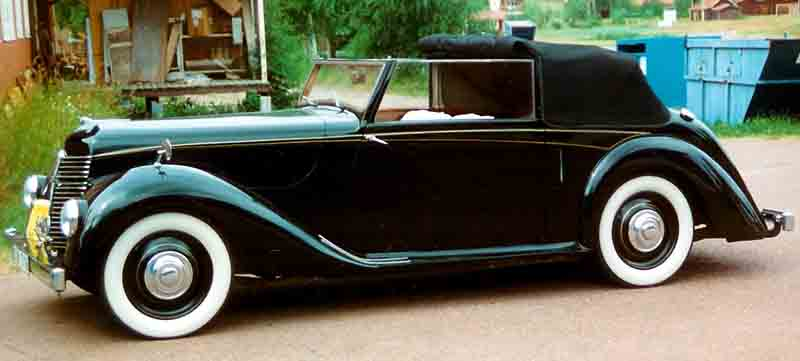
ハリケーン・ドロップヘッドクーペ（1946年）

#### 一覧
| 車種名                  | 型                                                                         | エンジン                    | 生産開始年 | 生産終了年 | 生産台数                                                       |
| ----------------------- | -------------------------------------------------------------------------- | --------------------------- | ---------- | ---------- | -------------------------------------------------------------- |
| サーティ                | 多数                                                                       | 4960 cc                     | 1919       | 1931       | 2770                                                           |
| エイティーン            | 多数                                                                       | 2400 cc                     | 1921       | 1925       | 2500 18/50を含む                                               |
| 18/50 または 18 Mk.II   | 多数                                                                       | 2872 cc                     | 1925       | 1926       | 2500 エイティーンを含む                                        |
| フォー-フォーティーン   | 多数                                                                       | 1852 cc                     | 1923       | 1929       | 13,365                                                         |
| トゥウェンティー        | ショートとロングシャーシ                                                   | 2872 cc                     | 1926       | 1936       | 8847                                                           |
| フィフティーン          | ツアラー、サルーン                                                         | 1900 cc                     | 1921       | 1925       | 7203 15/6を含む                                                |
| トゥウェルブ            | ツアラー、サルーン、スポーツ                                               | 1236 (1931年からは1434 cc)  | 1929       | 1937       | 12500                                                          |
| 15/6                    | ツアラー、サルーン、スポーツ                                               | 1900 cc (1933からは2169 cc) | 1928       | 1934       | 7206 フィフティーンを含む                                      |
| シドレー スペシャル     | ツアラー、サルーン、リムジン                                               | 4960 cc                     | 1933       | 1937       | 253                                                            |
| ショート 17             | クーペ、サルーン、スポーツサルーン                                         | 2394 cc                     | 1935       | 1938       | 4260 ロング 17を含む                                           |
| ロング 17               | サルーン、ツアラー、アトランタスポーツサルーン、リムジン、ランドオーレット | 2394 cc                     | 1935       | 1939       | 4260 ショート 17を含む                                         |
| 12 プラス & 14          | サルーン、ツアラー                                                         | 1666 cc                     | 1936       | 1939       | 3750                                                           |
| 20/25                   | サルーン、ツアラー、アトランタスポーツサルーン、リムジン、ランドオーレット | 3670 cc                     | 1936       | 1940       | 884                                                            |
| 16                      | サルーン、スポーツサルーン                                                 | 1991 cc                     | 1938       | 1941       | 950                                                            |
| ランカスター 16         | 4ドア サルーン                                                             | 1991 cc                     | 1945       | 1952       | 12470 ハリケーン、ホイットレー、タイフーンとテンペストを含む   |
| ランカスター 18         | 4ドア サルーン                                                             | 2309 cc                     | 1945       | 1952       | 12470 ハリケーン、ホイットレー、タイフーンとテンペストを含む   |
| ハリケーン 16           | オープンカー                                                               | 1991 cc                     | 1945       | 1953       | 12470 ランカスター、ホイットレー、タイフーンとテンペストを含む |
| ハリケーン 18           | オープンカー                                                               | 2309 cc                     | 1945       | 1953       | 12470 ランカスター、ホイットレー、タイフーンとテンペストを含む |
| タイフーン              | ハードトップ                                                               | 1991 cc                     | 1946       | 1949       | 12470 ランカスター、ホイットレーとテンペストを含む             |
| テンペスト              | クーペ                                                                     | 1991 cc                     | 1946       | 1949       | 12470 ランカスター、ホイットレーとタイフーンを含む             |
| Whitley 18              | 多数                                                                       | 2309 cc                     | 1946       | 1949       | 12470 ランカスター、ハリケーンとタイフーンとテンペストを含む   |
| サファイア 346          | 4ドア サルーンとリムジン                                                   | 3435 cc                     | 1952       | 1958       | 7697                                                           |
| サファイア 234          | 4ドア サルーン                                                             | 2290 cc                     | 1955       | 1958       | 803                                                            |
| サファイア 236          | 4ドア サルーン                                                             | 2309 cc                     | 1955       | 1957       | 603                                                            |
| スター サファイア       | サルーンとリムジン                                                         | 3990 cc                     | 1958       | 1960       | 980                                                            |
| スター サファイア Mk II | サルーンとリムジン                                                         | 3990 cc                     | 1960       | 1960       | 1                                                              |

### 航空機エンジン

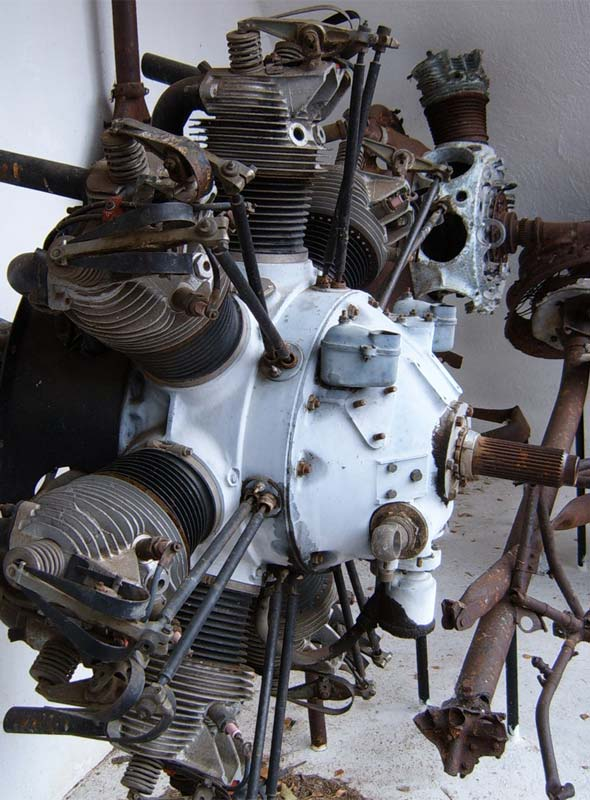
アブロ 618 テンサザン クラウドに搭載されたアームストロング・シドレー リンクス 7 気筒星型エンジン

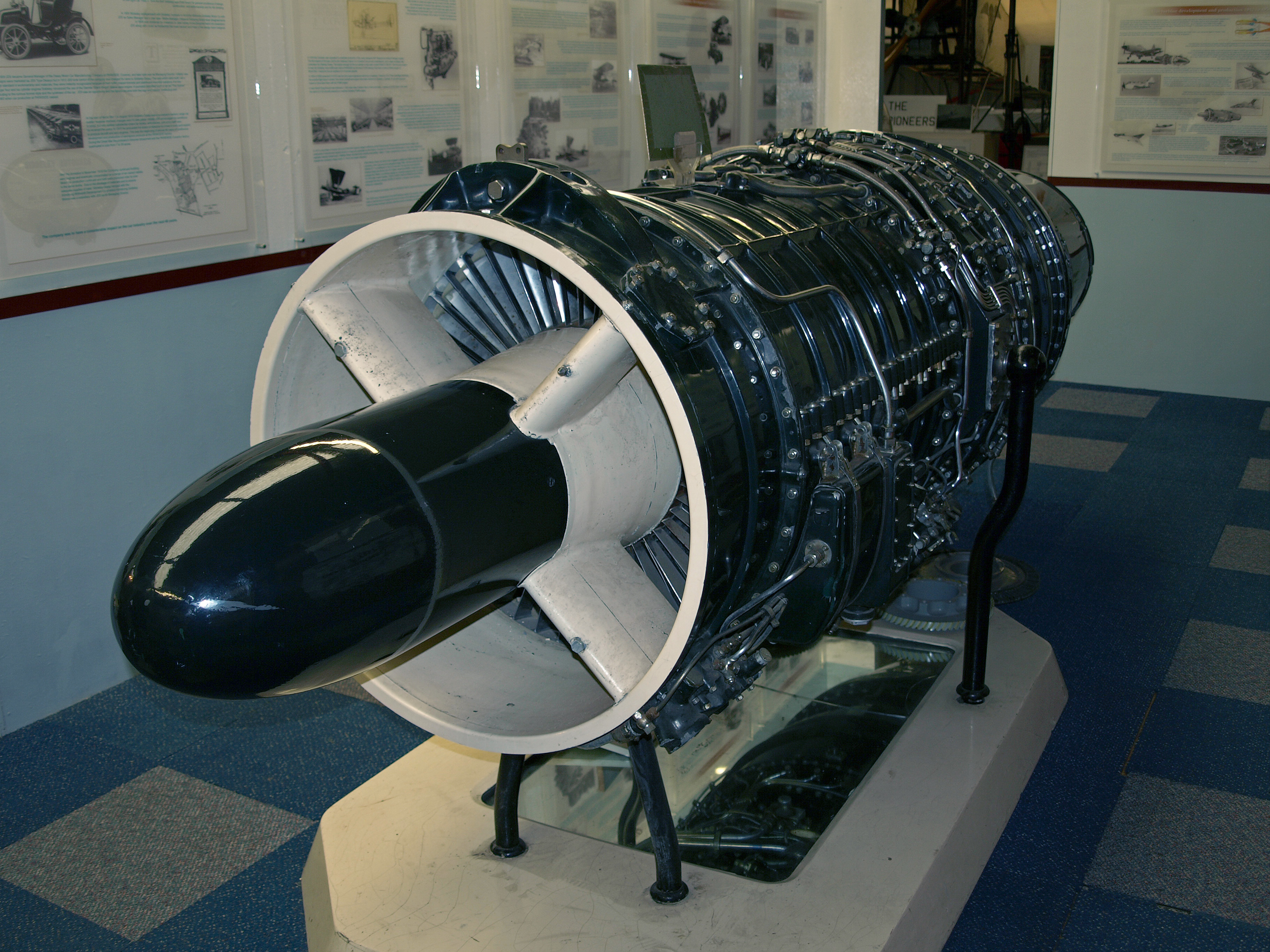
サファイア ターボジェットエンジン

1920年代から30年代にかけてアームストロング・シドレーは低出力から中出力の航空用星型エンジンを製造した。それらの名称は全てネコ科の動物に由来した。同様に超軽量飛行機用の小型の2気筒のユキヒョウを意味するOunceも製造した。1939年からはロイヤル・エアクラフト・エスタブリッシュメントのアラン・アーノルド・グリフィスによって先駆的な設計のガスタービンエンジンの開発作業を始めた。"ASX"として知られる"Armstrong Siddeley eXperimental"は原型は純粋なターボジェットで後にプロペラを追加されて"ASP"になった。この時以降アームストロング・シドレーのタービンエンジンは蛇に由来する名称になった。アームストロング・シドレー マンバとアームストロング・シドレー ダブルマンバはターボプロップエンジンで後に複雑な配管で並列にマンバを共通のギアボックスを介して駆動してフェアリー ガネットに搭載された。アームストロング・シドレー パイソンターボプロップはウェストランド ワイバーン攻撃機の動力である。さらにマンバから変速機を取り外して開発されたのがアームストロング・シドレー アダーターボジェットである。
同様にロイヤル・エアクラフト・エスタブリッシュメントのエンジンの先駆者はメトロヴィック F.2の設計で知られるメトロポリタン＝ヴィッカースだった。このエンジンは量産されず、メトロヴィックはより大型の設計であるBerylや更に大型のアームストロング・シドレー サファイア に転向した。アームストロングシドレーは後にサファイアの設計を引き継ぎ最も成功した第二世代のジェットエンジンの一つに育て、より有名なロールス・ロイス エイヴォンと競合した。会社は元々はGAF ジンディビック標的機用として開発されたアームストロング・シドレー ヴァイパーを開発するようになった。この計画はブリストル・シドレーによってさらに開発され、さらに後にロールスロイスによって長年にわたり多数が販売された。スナーラーとステンターを含むロケットエンジンも同様に開発された。ロケットの開発はブリストルで完成してブリストル・シドレーはイギリスにおけるミサイルのエンジンの主導的な生産業者になった。1966年にブリストル・シドレーもロールス・ロイスの傘下に入ることになる。
|                                              | 年     | 種類                            |
| -------------------------------------------- | ------ | ------------------------------- |
| アームストロング・シドレー チーター          | 1935年 | 星型                            |
| アームストロング・シドレー シビット          | 1928年 | 7気筒星型                       |
| アームストロング・シドレー クーガー          | 1945年 | 星型                            |
| アームストロング・シドレー ディアハウンド    | 1935年 | 21気筒 3連星型                  |
| アームストロング・シドレー ジネット          | 1926年 | 5気筒星型                       |
| アームストロング・シドレー ジネット メジャー | 1928年 | 星型                            |
| アームストロング・シドレー ハイナ            | 1933年 | 15気筒 3連星型                  |
| アームストロング・シドレー ジャガー          | 1923年 | 14気筒 2連星型                  |
| アームストロング・シドレー レパード          | 1924年 | 14気筒 2連星型                  |
| アームストロング・シドレー リンクス          | 1920年 | 星型                            |
| アームストロング・シドレー マングース        | 1926年 | 5気筒 星型                      |
| アームストロング・シドレー オウンス          | 1920年 | 対向式2気筒                     |
| アームストロング・シドレー パンサー          | 1929年 | 14気筒 2連星型                  |
| アームストロング・シドレー サーヴァル        | 1928年 | 10気筒 2連星型                  |
| アームストロング・シドレー タイガー          | 1932年 | 14気筒 2連星型過給              |
| アームストロング・シドレー ASX               | 1945年 | 軸流式ターボジェット            |
| アームストロング・シドレー パイソン          | 1945年 | ターボプロップ                  |
| アームストロング・シドレー ダブルマンバ      | 1949年 | 2基のマンバをギアボックスで連結 |
| アームストロング・シドレー マンバ            | 1946年 | ターボプロップ                  |
| アームストロング・シドレー サファイア        | 1948年 | ターボジェット                  |
| アームストロング・シドレー アダー            | 1948年 | ターボジェット                  |
| アームストロング・シドレー ヴァイパー        | 1951年 | ターボジェット                  |
| アームストロング・シドレー ベータ            | 1948年 | ロケット                        |
| アームストロング・シドレー スナーラー        | 1950年 | ロケット                        |
| アームストロング・シドレー スクリーマー      | 1954年 | ロケット                        |
| アームストロング・シドレー ステンター        | 1960年 | ロケット                        |

#### ラインナップ
- パイソン - ウェストランド ワイバーンに搭載
- アームストロング・シドレー マンバ - アームストロング・ホイットワース アポロに搭載
- ダブルマンバ - フェアリー ガネットに搭載
- タイガー - ブラックバーン シャークに搭載
- チータ - エアスピード エンボイに搭載
- アームストロング・シドレー サファイア